# You Wanted the Best
„You Wanted the Best“ je píseň americké rockové skupiny Kiss vydaná na albu Psycho Circus. Píseň napsal Gene Simmons. Tato píseň pojednává o vztahu skupiny k fanouškům, kterým chce skupina vždy dát to nejlepší.

## Sestava
- Paul Stanley – zpěv, rytmická kytara
- Gene Simmons – zpěv, basová kytara
- Ace Frehley – sólová kytara, basová kytara
- Peter Criss – zpěv, bicí, perkuse